# Sharon (voornaam)
Sharon is een vrouwelijke voornaam. De naam wordt ook wel gespeld als Sharron.
Het is een Hebreeuwse naam die zoveel betekent als "recht", "gelijk". Het was oorspronkelijk de naam van de vruchtbare kustvlakte tussen Jaffa en de Karmel.